# Скалолазка і останній з сьомої колиски
«Скалолазка і Останній з Сьомий колиски» (2007) - російський пригодницький художній фільм за мотивами роману Олега Синіцина «Скалолазка». Прем'єра в Росії 1 листопада 2007 року.

## Зміст
Зникла цивілізація Прелюдій заклала сім «колисок носіїв», розкиданих по всьому світу. У певний момент вони повинні активізуватися. Але що принесуть вони людству? Страшний катаклізм або диво? Якась Транснаціональна корпорація розшукує носії і знищує. Однак, останній волею випадку потрапляє до звичайної російської дівчини Альони Овчиннікової, перекладачки і скалолазки. Найкращі сили таємничої корпорації кинуті на пошуки і знищення Альони. «Ці російські дівчата - то кров з молоком, то пряник з тротилом», - вигукує головний супротивник нашої героїні, пускаючись за нею в чергову погоню. Але Олена, її друг - безладний комп'ютерник Леха і маленький арабський хлопчик - гід Ахмед, вигадують неймовірні, дотепні і сміливі рішення для порятунку «останнього носія з сьомої колиски». Захоплююча, неймовірна і повна небезпек історія порятунку послання стародавньої цивілізації сучасному світу розвертається в різних частинах світу .

## Ролі
| Актор            | Роль               |
| ---------------- | ------------------ |
| Анастасія Паніна | Альона Овчинникова |
| Дмитро Нагієв    | Полковник Бейкер   |
| Іван Агапов      | Доктор Грін        |
| Ілля Блідий      | Леха               |
| Ілля Рацек       | -                  |
| Джозеф Аль-Амір  | Ахмед              |
| Сергій Юшкевич   | -                  |

## Знімальна група
- Режисер — Олег Штром
- Сценарист — Олексій Тімм, Олег Штром
- Продюсер — Юрій Бобров
- Композитор — Сергій Терехов